# 拉卢卡·约尼策
拉卢卡·约尼策（羅馬尼亞語：Raluca Ioniță，1976年6月9日—），罗马尼亚女子皮划艇运动员。她曾代表罗马尼亚参加1996年和2000年夏季奥林匹克运动会皮划艇比赛，其中2000年奥运会获得一枚铜牌。